# Abbreviazioni standard degli autori zoologi
Questa lista elenca, in ordine alfabetico, i nomi degli autori che si ritrovano nella nomenclatura binomiale delle specie animali da loro descritte in accordo alle regole del Codice internazionale di nomenclatura zoologica:

## A
- A.A.Gould - Augustus Addison Gould (1805–1866) concologo, malacologo
- A.Adams – Arthur Adams (1820–1878) principalmente animali marini
- A.Agassiz, A.Ag. – Alexander Emanuel Agassiz (1835–1910) principalmente animali marini
- A.Alexander – Annie Montague Alexander (1867–1950) paleontologo
- A.Allen – Arthur Augustus Allen (1885–1964) ornitologo
- A.B.Meyer - Adolf Bernhard Meyer (1840–1911) primati, ornitologo, entomologo (principalmente Wallacea)
- A.D.Bartlett – Abraham Dee Bartlett (1812–1897) zoologo generale (principalmente vertebrati)
- A.E.Brehm – Alfred Edmund Brehm (1829–1884) zoologia generale
- A.Grandidier - Alfred Grandidier (1836–1921)
- A.Grote, Grote - Augustus Radcliffe Grote (1841–1903) entomologo
- A.H.Miller – Alden H. Miller
- A.L.Adams – Andrew Leith Adams (1827–1882) paleontologo dei vertebrati
- A.Milne-Edwards – Alphonse Milne-Edwards (1835–1900) ornitologo
- A.Newton - Alfred Newton (1829–1907)
- A.P.Jenkins – Aaron Peter Jenkins
- A.R. Emery - Alan R. Emery
- A.Walker – Alick Donald Walker (1925–1999) paleontologo
- Abbott, C.C.Abbott – Charles Conrad Abbott (1843–1919) zoologo generale
- Abe – Tokiharu Abe (1911–1996)
- Abeille de Perrin, Ab. – Elzéar Abeille de Perrin (1843–1910)
- Able – Kenneth W. Able (nato 1945)
- Acerbi – Giuseppe Acerbi (1773–1846)
- Acero – Arturo Acero Pizarro (nato 1954)
- Adams, Ad. – Charles Baker Adams (1814–1853) malacologo
- Agassiz, Ag., L.Ag., Agass. – Louis Agassiz (1807–1873) ittiologo, paleontologo
- Agenjo – Ramon Agenjo Cecilia (1908–1984)
- Aguilera – Orangel Antonio Aguilera Socorro
- Ahl, E.Ahl – Ernst Ahl (1898–1943) erpetologo, ittiologo
- Ahlquist – Jon Edward Ahlquist (verso la fine del XX secolo)
- Ahlstrom – Elbert Halvor Ahlstrom (1910–1979)
- Ahnelt – Harald Ahnelt
- Aizawa – Masahiro Aizawa
- Akama – Alberto Akama
- Akihito – Imperatore Akihito del Giappone (nato 1933)
- Albert – James S. Albert
- Albertis – Luigi Maria d'Albertis (1841–1901)
- Alcock – Alfred William Alcock (1859–1933)
- Aldrovandi, Aldr. – Ulisse Aldrovandi (1522–1605)
- Alencar – José Eduardo de Alencar Moreira (nato 1953)
- Alexander, B.Alexander – Boyd Alexander (1873–1910) ornitologo
- Alfaro – Anastasio Alfaro (1865–1951)
- Alifanov – Vladimir R. Alifanov
- Allain – Ronan Allain (nato 1974)
- Allen, J.A.Allen – Joel Asaph Allen (1838–1921) ornitologo, mammiferi americani
- Allioni – Carlo Allioni (1728–1804)
- Allman, Allm. – George James Allman (1812–1898)
- Almeida-Toledo – Lurdes Foresti de Almeida Toledo
- Alströmer – Claes Alströmer (1736–1794), un pupillo di Linneo
- Amadon – Dean Amadon (1912–2003)
- Ambrosio – Alfredo Ambrosio
- Ameghino – Florentino Ameghino (1854–1911)
- Amyot – Charles Jean-Baptiste Amyot (1799–1866) entomologo
- Ancey – César Marie Félix Ancey (1860–1906)
- Anderson, J.Anderson – John Anderson (1833–1900) mammiferi e rettili asiatici
- André – Jacques Ernest Edmond André (1844–1891)
- Andriyashev, Andriashev, Andrijaschew – Anatoly Petrovich Andriashev (1910–2009)
- Angas – George French Angas (1822–1886)
- Annandale – Nelson Annandale (1876–1924)
- Anthony – Harold Elmer Anthony (1890–1970)
- Antunes – Miguel Telles Antunes (nato 1937)
- Apesteguía – Sebastián Apesteguía
- Appellöf – Adolf Appellöf (1857–1921)
- Archbold – Richard Archbold (1907–1976)
- Archer – William Archer (1830?–1897) microorganismi
- Arcucci – Andrea B. Arcucci
- Arrow – Gilbert John Arrow (1873–1948)
- Artedi, Arctaedius, Art. – Peter Artedi (1705–1735)
- Asano – Nagao Asano
- Ashmead – William Harris Ashmead (1855–1908)
- Asso – Ignacio Jordán Claudio de Asso y del Rio (1742–1814)
- Atkinson – William Stephen Atkinson (1820–1876)
- Aubé, Aub. – Charles Aubé (1802–1869)
- Audebert, Audeb. – Jean-Baptiste Audebert (1759–1800)
- Audubon, Audub. – John James Audubon (1785–1851)
- Aurivillius, P.Aurivillius, Auriv. – Per Olof Christopher Aurivillius (1853–1928) entomologo
- Ausserer, Auss. – Anton Ausserer (1907–1976)
- Ayling – Tony Ayling (nato 1947)
- Ayres, W.O.Ayres – William Orville Ayres (1805–1887) ittiologo
- Azara, Az. – Félix de Azara (1746–1821)
- Azuma – Yoichi Azuma

## B
- B./B.K./B.-K.Zhang – Bao-kun Zhang
- Baba – Kikutarō Baba (1905-2001)
- Bachman – John Bachman (1790–1874)
- Bailey – Steven Bailey
- Baillon – Louis Antoine Francois Baillon (1778–1851)
- Baird – Spencer Fullerton Baird (1823–1887)
- Baker – Edward Charles Stuart Baker (1864–1944)
- Bakker – Robert T. Bakker (nato 1945)
- Balanov – Andrei A. Balanov
- Balbiani - Édouard-Gérard Balbiani (1823-1899)
- Ball – Valentine Ball (1843–1895)
- Balon – Eugene K. Balon
- Balouet – Jean-Christophe Balouet ornitologo, paleontologo
- Balss – Heinrich Balss (1886–1957)
- Balushkin – Arkadii Vladimirovich Balushkin
- Bandyopadhyay – Saswati Bandyopadhyay
- Bangs – Outram Bangs (1863–1932) vertebrati (principalmente uccelli e mammiferi)
- Banks – Nathan Banks (1868–1953) entomologo
- Bannerman – David Armitage Bannerman (1886–1979) ornitologo
- Bannikov – Alexandre Fedorovich Bannikov
- Bansok Ros Bansok
- Barbour – Thomas Barbour (1884–1946)
- Barnes & McDunnough – James Halliday McDunnough (1877–1962)
- Barrett – Paul M. Barrett
- Barrows – Walter Bradford Barrows (1855–1923)
- Barsbold – Rinchen Barsbold paleontologo (principalmente dinosauri teropodi)
- Bartenef – Aleksandr Nikolaevich Bartenev
- Bartlett – Edward Bartlett (1836–1908) ornitologo
- Barton – Benjamin Smith Barton (1766–1815)
- Baskin – Jonathan N. Baskin
- Batchelder – Charles Foster Batchelder (1856–1954)
- Bate – Charles Spence Bate (1819–1889)
- Bates – George Latimer Bates (1863–1940)
- Bateson – William Bateson (1861–1926)
- Bean – Tarleton Hoffman Bean (1846–1916)
- Beavan – Reginald C. Beavan (1841–1870)
- Bechstein – Johann Matthäus Bechstein (1757–1822)
- Beddome – Richard Henry Beddome (1830–1911)
- Bedriaga – Jacques von Bedriaga (1854–1906)
- Behr – Hans Hermann Behr (1818–1904)
- Bell – Thomas Bell (1792–1880)
- Bemmel – Adriaan Cornelis Valentin van Bemmel
- Bendire – Charles Emil Bendire (1863–1940)
- Benitez – Hesquio Benitez
- Bennett – Edward Turner Bennett (1797–1836) zoologo generale
- Benson – Constantine Walter Benson (1909–1982) ornitologo
- Bent – Arthur Cleveland Bent (1866–1954)
- Benton – Michael J. Benton (nato 1939)
- Beresford – Pamela Beresford
- Berg – Leo Semenovich Berg (1876–1950)
- Bergh – Ludwig Rudolph Sophus Bergh (1824–1909)
- Berkenhout – John Berkenhout (1726–1791)
- Berla – Herbert Franzioni Berla (1912–1985)
- Berland – Lucien Berland (1888–1962)
- Berlepsch – Hans von Berlepsch (1850–1915)
- Berlioz – Jacques Berlioz (1891–1975)
- Berry – Samuel Stillman Berry (1887–1984)
- Berthold  – Arnold Adolph Berthold (1803–1861)
- Bertkau – Philipp Bertkau (1849-1894)
- Bezzi – Mario Bezzi (1868–1927) entomologo
- Bianco – Pier Giorgio Bianco
- Bibron – Gabriel Bibron (1806–1848)
- Bigot – Jacques-Marie-Frangile Bigot (1818–1893)
- Bilek – Alois Bilek (1909–1974)
- Billberg – Gustaf Johan Billberg (1772–1844)
- Billings – Elkanah Billings (1820–1876) paleontologo
- Bingham – Charles Thomas Bingham (1848–1908)
- Biswas – Biswamoy Biswas (1923–1994)
- Blache – Jacques Blache (1922–1994)
- Black – Davidson Black (1884–1934)
- Blackburn – Thomas Blackburn (1844–1912) entomologo
- Blackwall – John Blackwall (1790–1881)
- Blainville – Henri Marie Ducrotay de Blainville (1777–1850)
- Blanchard – Charles Émile Blanchard (1819–1900)
- Blanford – William Thomas Blanford (1832–1905)
- Blasius – Johann Heinrich Blasius (1809–1870) zoologo generale (principalmente vertebrati)
- Blatchley – Willis Blatchley (1859–1940)
- Bleeker – Pieter Bleeker (1819–1878)
- Bloch – Marcus Elieser Bloch (1723–1799)
- Blumenbach – Johann Friedrich Blumenbach (1752–1840)
- Blyth – Edward Blyth (1810–1873)
- Bocage – José Vicente Barbosa du Bocage (1823–1907)
- Bocourt – Marie Firmin Bocourt (1819–1904)
- Boddaert – Pieter Boddaert (1730–1795/96)
- Boettger – Oskar Boettger (1833–1910)
- Boetticher – Hans von Boetticher (1886–1958)
- Bogert – Charles Mitchill Bogert (1908–1992) erpetologo
- Bohadsch – Johann Baptist Bohadsch (1724–1768) zoologo marino
- Boheman – Karl Henrik Boheman (1796–1868)
- Boisduval – Jean-Baptiste Alphonse Dechauffour de Boisduval (1799–1879) entomologo e botanico
- Bolle – Carl Bolle (1821–1909)
- Bolotsky – Yuri L. Bolotsky
- Bolton – Barry Bolton - entomologo
- Bonaparte – Charles Lucien Jules Laurent Bonaparte (1794–1857) ornitologo
- Bond – James Bond (ornitologo) (1900–1989) ornitologo
- Bond – Jason Bond aracnologo
- Bonelli – Franco Andrea Bonelli (1784–1830) ornitologo, entomologo
- Bonhote – J. Lewis Bonhote (1875–1922)
- Bonnaterre – Pierre Joseph Bonnaterre (1747–1804)
- Borkhausen – Moritz Balthasar Borkhausen (1760–1806)
- Born – Ignaz von Born (1742–1791)
- Borodin – Nikolai Andreyevich Borodin (1861–1937)
- Borsuk-Bialynicka – Maria Magdalena Borsuk-Białynicka
- Bory de Saint-Vincent – Jean Baptiste Bory de Saint-Vincent (1780–1846)
- Bosc – Louis-Augustin Bosc d'Antic (1759–1828)
- Boucard – Adolphe Boucard (1839–1905)
- Bouček – Zdeněk Bouček - entomologo
- Boulenger – George Albert Boulenger (1858–1937)
- Bourcier – Jules Bourcier (1797–1873)
- Bouvier – Eugène Louis Bouvier (1856–1944)
- Bowdich – Thomas Edward Bowdich (1791–1824)
- Bowerbank – James Scott Bowerbank (1797–1877)
- Brandt – Johann Friedrich von Brandt (1802–1879)
- Brauer – Friedrich Moritz Brauer (1832–1904)
- Braun - Annette Frances Braun (1884 – 1978) entomologa
- Bremer – Otto Vasilievich Bremer (died 1873))
- Bremi-Wolf – Johann Jacob Bremi-Wolf (1791–1857)
- Brèthes - Jean Brèthes (1871-1928) entomologo
- Brett-Surman – Michael K. Brett-Surman (nato 1950)
- Brevoort – James Carson Brevoort (1818–1887)
- Brewster – William Brewster (ornitologo) (1851–1919) ornitologo
- Briggs – John Carmon Briggs (1920-)
- Brischke – Carl Gustav Alexander Brischke (1814–1897)
- Brisson – Mathurin-Jacques Brisson (1723–1806)
- Brittinger – Christian Casimir Brittinger (1795–1869)
- Brodkorb – Pierce Brodkorb ornitologo, paleontologo
- Brongniart – Alexandre Brongniart (1770–1847) paleontologo
- Bronn – Heinrich Georg Bronn (1800–1862)
- Brooke – Victor Brooke (1843–1891)
- Brookes – Joshua Brookes (1761–1833) zoologo generale
- Broom – Robert Broom (1866–1951)
- Brown – Barnum Brown (1873–1963)
- Bruand - Charles Théophile Bruand d'Uzelle (1808–1861) entomologo
- Bruch – Carl Friedrich Bruch (1789–1851)
- Bruguière – Jean-Guillaume Bruguière (1749–1798)
- Brullé – Gaspard Auguste Brullé (1809–1873)
- Brünnich – Morten Thrane Brünnich (1737–1827)
- Brusatte – Stephen L. Brusatte (1984-)
- Brusina – Spiridione Brusina (1845-1909)
- Bücherl – Wolfgang Bücherl
- Buckland – William Buckland (1784–1856)
- Buffetaut – Eric Buffetaut
- Buller – Walter Buller (1838–1906)
- Bunzel – Emanuel Bunzel (1828-)
- Burchell – William John Burchell (1782–1863)
- Burge – Donald L. Burge
- Burmeister – Hermann Burmeister (1807–1892)
- Burn – Robert Burn (1937- ) malacologo
- Burnett – Gilbert Thomas Burnett (1800–1835)
- Burns – John McLauren Burns
- Burton – Frederic Burton
- Bush – Katharine Jeanette Bush (1855–1937)
- Butler – Arthur Gardiner Butler (1844–1925)
- Büttikofer – Johann Büttikofer (1850–1929)
- Buturlin – Sergei Aleksandrovich Buturlin (1872–1938)

## C
- C.A.Forster - Catherine A. Forster
- C.A.Walker – Cyril Alexander Walker paleontologo
- C.Abbott – Charles Abbot (1761–1817) entomologo
- C.Alexander, Alexander – Charles Paul Alexander (1889–1981) entomologo
- C.Aurivillius – Carl Wilhelm Samuel Aurivillius (1854–1899)
- C.Brongniart – Charles Jules Edmée Brongniart (1859–1899) paleontologo, entomologo
- C.C.Baldwin – Carole C. Baldwin
- C.Felder - Cajetan Freiherr von Felder (1814–1894) Lepidoptera
- C.G.Thomson, Thomson – Carl Gustaf Thomson (1824–1899) entomologo, in particolare insetti svedesi
- C.H.Townsend – Charles Haskins Townsend (1859–1944) zoologo marino
- C.L.Brehm – Christian Ludwig Brehm (1787–1864) ornitologo
- C.L.Koch - Carl Ludwig Koch (1778–1857)
- C.K.Li (anche C.-K.Li o C.Li) - Chuankui Li
- C.Martin – Claro Martin
- C.T.Wood, Wood – Charles Thorold Wood (1777–1852) ornitologo
- Cabanis – Jean Cabanis (1816–1906)
- Cabrera – Ángel Cabrera (naturalista) (1879–1960)
- Caldwell – David Keller Caldwell (nato 1928)
- Calman – William Thomas Calman (1871–1952)
- Calvert – Philip Powell Calvert (1871–1961)
- Calvo – Jorge Calvo
- Cambiaso – Andrea Cambiaso
- Camerano – Lorenzo Camerano (1856–1917)
- Camp – Charles Lewis Camp (1893–1975)
- Campos – Diógenes de Almeida Campos
- Canestrini – Giovanni Canestrini (1835–1900)
- Cano - Gavino Cano (1862-1895) carcinologo
- Cantor, Cant. – Theodore Edward Cantor (1809–1860)
- Caradja – Aristide Caradja (1861–1955)
- Carlson – Bruce A. Carlson
- Carpenter – Kenneth Carpenter (nato 1949)
- Carr – Archie Carr (1909–1987)
- Carriker – Melbourne Armstrong Carriker Jr. (1879–1965)
- Carter – Henry John Carter (1813–1895)
- Carus – Julius Victor Carus (1823-1903)
- Carvalho – Ismar de Souza Carvalho
- Casey – Thomas Lincoln Casey, Jr. (1857–1925) entomologo
- Cassin – John Cassin (1813–1869)
- Castelnau – Francis de Laporte de Castelnau (1810–1880)
- Cervigón – Fernando Cervigón (nato 1930)
- Chabanaud – Paul Chabanaud (1876–1959)
- Chamberlin – Ralph Vary Chamberlin (1879–1967)
- Chambers, V.T. Chambers - Vactor Tousey Chambers (1830-1883) entomologo
- Chapin – James Chapin (1889–1964)
- Chapman – Frank Chapman (1864–1945)
- Charig – Alan Jack Charig (1927–1997)
- Charitonov – Dmitry Evstratievich Kharitonov (1896-1970)
- Charpentier – Toussaint de Charpentier (1779–1847)
- Chasen – Frederick Nutter Chasen (1896–1942)
- Chatterjee – Sankar Chatterjee (nato 1947)
- Cherrie – George Kruck Cherrie (1865–1946)
- Chiaie – Stefano Delle Chiaje (1794–1860)
- Chiappe – Luis M. Chiappe
- Children – John George Children (1777–1852)
- Christ – Johann Ludwig Christ (1739–1813)
- Chun – Carl Chun (1852–1914)
- Chure – Daniel Joseph Chure
- Clapp – Cornelia Clapp (1849–1934)
- Clark - Benjamin Preston Clark (1860–1939) entomologo
- Clemens – James Brackenridge Clemens
- Clements – Kendall D. Clements
- Clemmer – Glenn H. Clemmer
- Clench – Harry Kendon Clench (1925-1979) entomologo
- Clench – William J. Clench (1897-1984) malacologo
- Clerck – Carl Alexander Clerck (1709–1765)
- Cloward – Karen C. Cloward
- Cobbold – Thomas Spencer Cobbold (1828–1886)
- Cocchi - Igino Cocchi (1827-1913) paleontologo
- Cochran – Doris M. Cochran (1898–1968)
- Cockerell – Theodore Dru Alison Cockerell (1866–1948)
- Coimbra-Filho – Adelmar Faria Coimbra-Filho
- Colbert – Edwin Harris Colbert (1905–2001)
- Colston – Peter R. Colston (nato 1935)
- Common - Ian Francis Bell Common (1917-2006) entomologo
- Compagno – Leonard J. V. Compagno (nato 1979)
- Conci – Cesare Conci (nato 1920)
- Conde – Otto Conde (1905–1944)
- Conover – Henry Boardman Conover (1892–1950)
- Conrad – Timothy Abbott Conrad (1803–1877)
- Coombs – Walter P. Coombs, Jr.
- Cooper, J.G. Cooper – James Graham Cooper (1830–1902) zoologo generale, in particolare ornitologo
- Cooper, W. Cooper – William Cooper (malacologo) (1798–1864) malacologo
- Cope – Edward Drinker Cope (1840–1897)
- Coquerel – Charles Coquerel (1822–1867)
- Coria – Rodolfo Coria (nato 1959)
- Cornalia – Emilio Cornalia (1824–1882)
- Cory – Charles B. Cory (1857–1921)
- Costa – Achille Costa (1823–1898) entomologo, in particolare Neuroptera
- Coues – Elliott Coues (1842–1899)
- Cramer – Pieter Cramer (1721 – c. 1779) entomologo
- Crampton – William G. R. Crampton
- Cresson – Ezra Townsend Cresson, Jr. (1876–1948) Diptera
- Cresson – Ezra Townsend Cresson (Senior) (1838–1926) Hymenoptera
- Cretzschmar – Philipp Jakob Cretzschmar (1786–1845)
- Crewe – Henry Harpur Crewe (1828–1883)
- Crotch – George Robert Crotch (1842–1874)
- Crowson – Roy Crowson (1914–1999)
- Crusafont – Miquel Crusafont i Pairó (1910–1983)
- Currie – Philip J. Currie (nato 1949)
- Curry Rogers – Kristina Curry Rogers (nato 1974)
- Curtis, Curt. – John Curtis (1791–1862) entomologo
- Cuvier – Georges Cuvier (1769–1832) zoologia dei vertebrati, paleontologo
- Czerkas – Stephen A. Czerkas

## D
- D.B.Adams – Daniel B. Adams (fl.1979) paleontologo
- D.J.Stewart - Donald J. Stewart
- D.Norman, anche D. B. Norman - David B. Norman (nato 1952)
- D.q (anche D.-q o D.Li) - Daqing Li
- D.R.de Aguilera – Dione Rodrigues de Aguilera
- D.S. Peters - Dieter Stefan Peters paleontologo, inclusi gli uccelli
- da Costa – Emanuel Mendez da Costa (1717–1791) malacologo
- da Silva – Maria Nazareth F. da Silva (anni 1990-)
- Dahl – Friedrich Dahl (1856–1929)
- Dahlbom – Anders Gustaf Dahlbom (1806–1859)
- Dale – James Charles Dale (1792–1872)
- Dall – William Healey Dall (1845–1927)
- Dalla Torre – Karl Wilhelm von Dalla Torre (1850–1928)
- Dana – James Dwight Dana (1813–1895)
- Darwin – Charles Darwin (1809–1882)
- Daudin – Francois-Marie Daudin (1774–1804)
- David – Armand David (1826–1900)
- Dawkins – Richard Dawkins (nato 1941)
- de Azevedo – Sérgio Alex Kugland de Azevedo
- de Beaufort – Lieven Ferdinand de Beaufort (1879–1968)
- de Blainville – Henri Marie Ducrotay de Blainville (1777–1850)
- de Castelnau – François Louis de la Porte, Conte di Castelnau (1810–1880)
- de Filippi – Filippo de Filippi (1814–1867)
- de Geer, De Geer – Charles De Geer (1720–1778)
- de Haan – Wilhem de Haan (1801–1855)
- De Kay, DeKay, Dekay – James Ellsworth De Kay (1792-1851)
- de Man – Johannes Govertus de Man (1850–1930)
- de Naurois – René de Naurois (nato 1906)
- de Nicéville – Lionel de Nicéville (1852–1901)
- De Pourtalès – Louis François de Pourtalès (1824–1880)
- de Valai – Silvina de Valai
- De Vis – Charles Walter De Vis (1829–1915)
- de Winton – William Edward de Winton (1856–1922)
- Desjardins - Julien Desjardins (1799-1840)
- Delacour – Jean Theodore Delacour (1890–1985)
- Della Valle - Antonio Della Valle (1850-1835) ascidiologo, carcinologo
- Denis – Michael Denis (1729–1800)
- Depéret – Charles Depéret (1854–1929)
- Deppe – Ferdinand Deppe (1794–1861)
- Des Murs – Marc Athanese Parfait Oeillet Des Murs (1804–1878)
- Desfontaines – René Louiche Desfontaines (1750–1833)
- Desmarest – Anselme Gaëtan Desmarest (1784–1838)
- Deville, E. Deville – Émile Deville
- Diard – Pierre-Médard Diard (1794–1863)
- Dieffenbach – Ernst Dieffenbach (1811–1855)
- Dingus – Lowell Dingus
- Distant – William Lucas Distant (1845–1922)
- Djakonov – Alexander Michailovitsch Djakonov (1886–1956)
- Dobson – George Edward Dobson (1844–1895)
- Döderlein – Petar Döderlein (1809–1895)
- Dodson – Peter Dodson (fl. 1980s-present)
- Doherty – William Doherty (1857–1901)
- Doleschall - Carl Ludwig Doleschall (1827-1859) aracnologo, entomologo
- Dollman – Guy Dollman (1886–1942)
- Dollo – Louis Dollo (1857–1931)
- Domergue - Charles Domergue (1914–2008)
- Dong – Zhiming Dong (nato 1937)
- Donisthorpe, Donis. – Horace Donisthorpe (1870–1951)
- Donovan – Edward Donovan (1768–1837)
- d'Orbigny – Alcide Dessalines d'Orbigny (1802–1857)
- Doria – Giacomo Doria (1840–1913)
- Doubleday – Henry Doubleday (1808–1875)
- Douglas – John William Douglas (1814–1905)
- Douvillé - Henri Douvillé (1846-1937)
- Drenowsky – Alexander Kirilow Drenowski (1879–1967)
- Druce - Herbert Druce (1846-1913) entomologo
- Drury – Dru Drury (1725–1804) entomologo
- du Bus de Gisignies – Bernard Aimé Léonard du Bus de Gisignies (1808–1874)
- du Chaillu – Paul Du Chaillu (1831–1903)
- Dubois, C. F. Dubois – Charles Frédéric Dubois (1804–1867)
- Dufour – Léon Jean Marie Dufour (1780–1865)
- Dufresne – Louis Dufresne
- Duftschmid – Caspar Erasmus Duftschmid (1767–1821)
- Dumbleton - Lionel Jack Dumbleton (1905-1976) entomologo
- Duméril – André Marie Constant Duméril (1774–1860)
- Duméril – Auguste Duméril (1812-1870)
- Dumont – Charles Dumont de Sainte Croix (1758–1830)
- Duncker – Paul Georg Egmont Duncker (1870–1953)
- Duponchel – Philogène Auguste Joseph Duponchel (1774–1846)
- Durrell – Gerald Durrell (1925–1995)
- Duvernoy – Georges Louis Duvernoy (1777–1855)
- Dwight – Jonathan Dwight (1858–1929)
- Dyar – Harrison Gray Dyar, Jr. (1866–1929)

## E
- E.Adams – Edward Adams (1824–1856)
- E.Clark – Eugenie Clark (nato 1922) ittiologo
- È.Geoffroy Saint-Hilaire - Étienne Geoffroy Saint-Hilaire (1772–1844)
- E.Newton - Edward Newton (1832–1897)
- E.O.Wilson – Edward Osborne Wilson (nato 1929)
- E.Saunders - Edward Saunders (1848–1910) entomologo (principalmente Coleoptera, Hemiptera, Hymenoptera)
- E.A. Smith - Edgar Albert Smith (1847–1916) malacologo
- E.Verreaux - Édouard Verreaux (1810–1868)
- Earle - Sylvia Alice Earle (nato 1935)
- Eaton - Jeffrey Glenn Eaton (nato 1948)
- Edwards - William Henry Edwards (1822–1909)
- Ehrenberg - Christian Gottfried Ehrenberg (1795–1876)
- Eichwald - Karl Eichwald (1795–1876)
- Eigenmann - Carl H. Eigenmann (1863–1927)
- Ellerman - John Ellerman (1910–1973)
- Elliot - Daniel Giraud Elliot (1835–1915)
- Emery - Carlo Emery (1848–1925)
- Enslin - Eduard Enslin (1879–1970)
- Er.Marcus – Ernst Marcus (1893–1968)
- Erdős - Jozsef Erdős
- Erichson - Wilhelm Ferdinand Erichson (1809–1848)
- Erxleben - Johann Christian Polycarp Erxleben (1744–1777)
- Eschmeyer - William N. Eschmeyer
- Eschscholtz - Johann Friedrich von Eschscholtz (1793–1831)
- Esper - Eugen Johann Christoph Esper (1742–1810)
- Ev.Marcus – Eveline Du Bois-Reymond Marcus (1901-1990)
- Evermann - Barton Warren Evermann (1853–1932)
- Eversmann - Eduard Friedrich Eversmann (1794–1860)
- Evseenko - Sergei Afanasievich Evseenko
- Eyton - Thomas Campbell Eyton (1809–1880)

## F
- F./F.C./F.-C.Zhang – Fucheng Zhang
- F.A. Lucas - Frederic Augustus Lucas (1852–1929)
- F.A.Meyer, F.A.A.Meyer, Meyer - Friedrich Albrecht Anton Meyer (1768–1795) ornitologo, primati
- F.Bennett – Frederick Debell Bennett (1836–1897)
- F.Boie – Friedrich Boie (1789–1870) zoologo generale (principalmente ornitologo, entomologo)
- F.C.Fraser - Frederick C. Fraser
- F.Cramer – Frank Cramer
- F.Cuvier – Frédéric Cuvier (1773–1838)
- F.Galton, Galton - Francis Galton (1822–1911)
- F.K.Barker – Frederick Keith Barker ornitologo
- F.Smith - Frederick Smith (1805–1879) entomologo
- F.Walker – Francis Walker (1809–1874) entomologo
- Fabre - Jean-Henri Casimir Fabre (1823–1915)
- Fabricius - Johan Christian Fabricius (1745–1808)
- Fåhraeus - Olof Immanuel von Fåhraeus (1796–1884)
- Fahringer - Josef Fahringer (1876–1950)
- Fairmaire - Leon Fairmaire (1820–1906)
- Falla - Robert Alexander Falla (1901–1979)
- Fallén - Carl Frederick Fallén (1764–1830)
- Feinberg - M. Norma Feinberg
- Fenwick - Jack Fenwick
- Fernandes-Matioli - Flora Maria de Campos Fernandes-Matioli
- Ferrari-Perez  - Fernando Ferrari-Perez (morto 1927)
- Ferraris - Carl J. Ferraris, Jr.
- Férussac - Jean Baptiste Louis d'Audebard Férussac (1745–1815)
- Filhol - Henri Filhol (1843–1902)
- Finsch - Otto Finsch (1839–1917)
- Fioroni - Pio Fioroni (1933–2003)
- Fisher - Warren Samuel Fisher (1878–1971)
- Fitch - Asa Fitch (1809–1879)
- Fitzinger - Leopold Fitzinger (1802–1884)
- Fleming - John Fleming (naturalista) (1785–1857)
- Fonscolombe - Etienne Laurent Joseph Hippolyte Boyer de Fonscolombe
- Forbes - Edward Forbes (1815–1854)
- Forbes - Henry Ogg Forbes (1851–1932)
- Forel - Auguste-Henri Forel (1848–1931)
- Forsius - Runar Forsius (1884–1935)
- Forsskål - Peter Forsskål (1732–1763)
- Förster - Arnold Förster (1810–1884)
- Forster - Johann Reinhold Forster (1729–1798)
- Forsyth Major - Charles Immanuel Forsyth Major (1843–1923)
- Fourmanoir - Pierre Fourmanoir (nato 1924)
- Fowler - Henry Weed Fowler (1879–1965)
- Fox - Wade Fox (1920–1964)
- Fraas - Eberhard Fraas (1862–1915)
- Framenau - Volker Framenau (nato 1965) aracnologo
- Franganillo - Pelegrín Franganillo Balboa (1873–1955)
- Franklin - James Franklin (naturalista) (c. 1783 – 1834)
- Fraser - Louis Fraser (1810–1866)
- Freyer - Christian Friedrich Freyer (1794–1885) Entomologo, principalmente Lepidoptera
- Friedmann - Herbert Friedmann (1900–1987)
- Frivaldszky - Imre Frivaldszky (1799–1870)
- Frohawk - Frederick William Frohawk (1861–1946)
- Fruhstorfer - Hans Fruhstorfer (1866–1922)
- Fürbringer - Max Fürbringer (1846–1920)
- Füssli, Fuessly, Füsslins - Johann Kaspar Füssli (1743–1786)

## G
- G.D.Johnson – G. David Johnson
- G.Fischer, Fischer de Waldheim, Fischer von Waldheim - Johann Fischer von Waldheim (1771–1853)
- G.Forster - Georg Forster (1754–1794)
- G.Grandidier - Guillaume Grandidier (1873–1957)
- G.M.Allen – Glover Morrill Allen (1879–1942) principalmente mammiferi
- G.Mayr – Gerald Mayr vertebrati preistorici, principalmente uccelli
- G.O.Sars - Georg Ossian Sars (1837–1927)
- G.R.Allen – Gerald R. Allen (nato 1942) paleontologo
- G.R.Gray - George Robert Gray (1808–1872) entomologo, ornitologo
- Gadow - Hans Friedrich Gadow (1855–1928)
- Gahan - Charles Joseph Gahan (1862–1939)
- Gaimard - Joseph Paul Gaimard (1796–1858)
- Galiano - María Elena Galiano (?–2000) aracnologa
- Gambel - William Gambel (1823–1849)
- Gao - Keqin Gao (nato 1955)
- Garman - Samuel Garman (1846–1927)
- Garnot - Prosper Garnot (1794–1838)
- Garstang - Walter Garstang (1868–1949)
- Gasparini - Zulma Brandoni de Gasparini
- Gaston - Robert Gaston (nato 1967)
- Gauthier - Jacques Gauthier (nato 1948)
- Gegenbaur - Carl Gegenbaur (1825–1903)
- Gené - Giuseppe Gené (1800–1847)
- Gentili, Gentili-Poole - Patricia Gentili-Poole entomologa
- Georgi - Johann Gottlieb Georgi (1729–1802)
- Germar - Ernst Friedrich Germar (1786–1853)
- Gerstäcker - Carl Eduard Adolph Gerstäcker (1828–1895)
- Gertsch - Willis J. Gertsch (1906–1998)
- Gervais - Paul Gervais (1816–1879)
- Géry - Jacques Géry ittiologo
- Geyer - Carl Geyer (1796 – 1841) entomologo
- Geyer - Charles Andreas Geyer (1809–1853)
- Giglioli - Enrico Hillyer Giglioli (1845–1909)
- Gilbert - Charles Henry Gilbert (1859–1928)
- Gilchrist - John Dow Fisher Gilchrist (1866–1926)
- Gill - Theodore Nicholas Gill (1837–1914)
- Gillette - David D. Gillette
- Gilmore - Charles W. Gilmore (1874–1945)
- Girard - Charles Frédéric Girard (1822–1895)
- Giraud - Joseph Etienne Giraud (1808–1877)
- Girault - Alec Arsène Girault entomologo
- Gloger - Constantin Wilhelm Lambert Gloger (1803–1863)
- Gmelin - Johann Friedrich Gmelin (1748–1804)
- Godart - Jean Baptiste Godart (1775–1825)
- Godefroit - Pascal Godefroit
- Godman - Frederick DuCane Godman (1834–1919)
- Goeze - Johann August Ephraim Goeze (1731–1793)
- Göhlich - Ursula Bettina Göhlich
- Goldfuss - Georg August Goldfuss (1782–1848)
- Goode - George Brown Goode (1851–1896)
- Gosse - Philip Henry Gosse (1810–1888)
- Gould - John Gould (1804–1881) uccelli e mammiferi
- Grandin - Temple Grandin 1947-
- Granger - Walter W. Granger (1872–1941)
- Grant - Chapman Grant (1887–1983) erpetologo
- Grant - Ulysses S. Grant IV (1893–1977) malacologo, paleontologo
- Gravenhorst - Johann Ludwig Christian Gravenhorst (1777–1857)
- Green - Edward Ernest Green (1861–1949)
- Gregory - William K. Gregory (1876–1970)
- Griffith - Edward Griffith (1790–1858)
- Grimpe - Georg von Grimpe  (1889–1936)
- Grinnell - Joseph Grinnell (1877–1939)
- Griscom - Ludlow Griscom (1890–1959)
- Grobben - Karl Grobben (1854–1945)
- Grube - Adolph Eduard Grube (1812–1880) zoologo
- Grumm-Grzhimailo - G. E. Grumm-Grshimailo (1860—1936) entomologo
- Guenee, Guenée - Achille Guénée (1809–1880)
- Guerin, Guérin-Méneville - Félix Édouard Guérin-Méneville (1799–1874)
- Güldenstädt - Johann Anton Güldenstädt (1745–1781)
- Gunnerus - Johann Ernst Gunnerus (1718–1773)
- Gunter - Gordon P. Gunter (1909–1998)
- Günther - Albert C. L. G. Günther (1830–1914)
- Gurney - John Henry Gurney (1819–1890)
- Gyllenhaal - Leonard Gyllenhaal (1752–1840)

## H
- H.Adams – Henry Adams (1813–1877) malacologo
- H.Alexander – Horace Alexander (1889–1989) ornitologo
- H.Allen – Harrison Allen (1841–1897) Chiroptera
- H.Boie – Heinrich Boie (1794–1827) zoologo generale (principalmente erpetologo)
- H.Bryant – Henry Bryant (1820–1867) zoologo generale (principalmente uccelli)
- H.Grote - Hermann Grote ornitologo
- H.L.Clark – Hubert Lyman Clark (1870–1947) echinodermi
- H.M.Smith - Hobart Muir Smith (nato 1912) erpetologo
- H.Saunders, Saunders - Howard Saunders (1835–1907) ornitologo
- H.Weber, Weber – Hermann Weber (1899–1956)
- Habe – Tadashige Habe (nato 1916)
- Hablitz – Carl Ludwig von Hablitz (1752–1821)
- Hachisuka – Masauyi Hachisuka
- Hadiaty – Renny Hadiaty
- Hadie – Wartono Hadie
- Haeckel – Ernst Haeckel (1834–1919)
- Hagen – Hermann August Hagen (1817–1893)
- Hahn – Carl Wilhelm Hahn (1786–1835)
- Haldeman – Samuel Stehman Haldeman (1812–1880)
- Haliday – Alexander Henry Haliday (1807–1870)
- Hallowell – Edward Hallowell (erpetologo) (1808–1860)
- Hamilton Smith - Charles Hamilton Smith (1776–1859)
- Hamilton, Hamilton-Buchanan – Francis Buchanan-Hamilton (1762–1829)
- Hammer – William R. Hammer
- Hampson – George Francis Hampson (1860–1936)
- Handlirsch – Anton Handlirsch (1865–1935)
- Hanley – Sylvanus Charles Thorp Hanley (1819–1899)
- Hansemann – Johann Wilhelm Adolf Hansemann (1784–1862)
- Hansen – Hans Jacob Hansen (1855–1936)
- Harcourt – Edward William Vernon Harcourt (1825–1891)
- Hardwicke – Thomas Hardwicke (1755–1835)
- Harlan – Richard Harlan (1796–1843)
- Harper – Francis Harper (1886–1972)
- Harris, M.Harris – Moses Harris (1734–1785) entomologo
- Harrison – Colin James Oliver Harrison (1926–2003)
- Hartert – Ernst Hartert (1859–1933)
- Hartig – Theodor Hartig (1805–1880)
- Hartlaub – Gustav Hartlaub (1814–1900)
- Hassall – Arthur Hill Hassall (1817–1894)
- Hatcher – John Bell Hatcher (1861–1904)
- Hatschek – Berthold Hatschek (1854–1941)
- Haubold – Hartmut Haubold
- Haworth – Adrian Hardy Haworth (1767–1833)
- Hay – William Perry Hay (1872–1947)
- Head – Jason J. Head
- Heads – Sam W. Heads
- Heaney – Lawrence Richard Heaney
- Heckel – Johann Jakob Heckel (1790–1857)
- Heemstra – Phillip C. Heemstra
- Heider - Karl Heider (1856-1935)
- Hellén – Wolter Edward Hellén (1890–1979)
- Hellmayr – Carl Edward Hellmayr (1878–1944)
- Hemprich – Wilhelm Hemprich (1796–1825)
- Henle – Friedrich Gustav Jakob Henle (1809–1885)
- Henshaw – Henry Wetherbee Henshaw (1850–1930)
- Hentz – Nicholas Marcellus Hentz (1797–1856)
- Herbst – Johann Friedrich Wilhelm Herbst (1743–1807)
- Herdman – William Abbott Herdman (1858–1924)
- Hering – Erich Martin Hering (1893–1967)
- Hermann – Johann Hermann (1738–1800)
- Herre – Albert William Christian Theodore Herre (1869–1962)
- Herrich-Schäffer – Gottlieb August Wilhelm Herrich-Schäffer (1799–1874) entomologo
- Hershkovitz – Philip Hershkovitz (1909–1997)
- Hertlein – Leo George Hertlein (1898–1972)
- Heude – Pierre Marie Heude (1836–1902)
- Heuglin – Theodor von Heuglin (1824–1876)
- Heuvelmans – Bernard Heuvelmans (1916–2001)
- Hewitson – William Chapman Hewitson (1806–1878)
- Heydenreich – Gustav Heinrich Heydenreich (metà del XIX secolo)
- Heymons – Richard Heymons (1867–1943)
- Hildebrand – Samuel Frederick Hildebrand (1883–1949)
- Hilgendorf – Franz Martin Hilgendorf (1839–1904)
- Hilsenberg – Carl Theodor Hilsenberg (1802–1824)
- Hinton – Martin Hinton (1883–1961)
- Hinton - Howard Everest Hinton (1912-1977) entomologo
- Hirohito – Imperatore Shōwa Hirohito del Giappone (1901–1989)
- Hirst – Arthur Stanley Hirst (1883–1930) aracnologo, britannico
- Hirst – David B. Hirst aracnologo, australiano
- Hiyama – Yoshio Hiyama (nato 1909)
- Hodgson – Brian Houghton Hodgson (1800–1894)
- Hoese – Douglass F. Hoese
- Hoffmannsegg – Johann Centurius Hoffmannsegg (1766–1849)
- Hoffstetter – Robert Hoffstetter (XIX secolo)
- Holbrook – John Edwards Holbrook (1794–1871)
- Holland – William Jacob Holland (1848–1932)
- Holmberg – Eduardo Ladislao Holmberg (1852–1937)
- Holmgren – August Emil Holmgren (1829–1888)
- Holthuis – Lipke Bijdeley Holthuis (1921–2008)
- Hombron – Jacques Bernard Hombron (1798–1852)
- Horn – George Henry Horn (1840–1897)
- Horner – Jack Horner (paleontologo) (nato 1946)
- Horsfield – Thomas Horsfield (1773–1859)
- Horváth – Géza Horváth (1847–1937)
- Hose – Charles Hose (1863–1929)
- Houttuyn – Martinus Houttuyn (1720–1798)
- Howard – Hildegarde Howard (1901–1998)
- Howell, A.H.Howell – Arthur H. Howell (1872–1940)
- Hoyle – William Evans Hoyle (1855–1926)
- Hu – Yaoming Hu
- Hubbs – Carl Leavitt Hubbs (1894–1979)
- Hübner – Jacob Hübner (1761–1826)
- Huene, von Huene – Friedrich von Huene (1875–1969)
- Huey Laurence Markham Huey (1892–1963)
- Hulke – John Whitaker Hulke (1830–1895)
- Hume – Allan Octavian Hume (1829–1912)
- Humphrey – Philip Strong Humphrey (nato 1926)
- Hunt – Adrian P. Hunt
- Hutt – Steve Hutt
- Hwang – Sunny H. Hwang

## I
- I.Geoffroy Saint-Hilaire - Isidore Geoffroy Saint-Hilaire (1805–1861)
- Ida - Hitoshi Ida (nato 1940)
- Illiger - Johann Karl Wilhelm Illiger (1775–1813)
- Imhoff - Ludwig Imhoff (1801–1868) entomologo
- Iredale - Tom Iredale (1880–1972)
- Irwin - Steve Irwin (1962–2006)
- Ivantsoff - Walter Ivantsoff
- Ivie - Michael Aaron Ivie
- Ivie - Wilton Ivie
- Iwai - Tamotsu Iwai

## J
- J.A. Wilson – Jeffrey A. Wilson paleontologo
- J.A.Allen – John A. Allen malacologo
- J.Abbott – John Abbot (1751–1841) entomologo, ornitologo
- J.Bonaparte – José Bonaparte (nato 1928) paleontologo (dinosauri del Sud America)
- J.C.Moore – Joseph Curtis Moore (1914–1995) roditori
- J.D.Ogilby – James Douglas Ogilby (1853–1925) ittiologo
- J.E.Gray - John Edward Gray (1800–1875)
- J.E.Smith - James Edward Smith (1759–1828) Lepidoptera
- J.F.Miller – John Frederick Miller (1759–1796) principalmente vertebrati
- J.F.Naumann - Johann Friedrich Naumann (1780–1857)
- J.Fischer - Johann Baptist Fischer (morto 1832)
- J.G.Fischer - Johann Gustav Fischer (1819–1889)
- J.H.Fleming - James Henry Fleming (1872–1940)
- J.H.Gurney Jr - John Henry Gurney Jr. (1848–1922)
- J.L.B.Smith - James Leonard Brierley Smith (1897–1968) ittiologo
- J.L.Peters - James Lee Peters (1889–1952) ornitologo
- J.M.Ayres – José Márcio Ayres (1954–2003) primati
- J.M.Clark – James Michael Clark
- J.N.Ahl, Ahl – Jonas Nicolaus Ahl
- J.S.Huxley – Julian Sorell Huxley (1887–1975) zoologo generale
- J.Verreaux - Jules Verreaux (1807–1873)
- Jacobs – Jean-Charles Jacobs (1821–1907) entomologo (Diptera, Hymenoptera)
- Jacobson - Georgij Georgievič Jacobson (1871–1926) entomologo
- Jacquin – Nicolaus Joseph von Jacquin (1727–1817) principalmente taxa dell'America tropicale
- Jacquinot – Honoré Jacquinot (1815–1887) principalmente zoologo marino
- Jain – Sohan Lal Jain paleontologo dei vertebrati
- Jakowlew – Alexander Iwanowitsch Jakowlew (1863–1909)
- James – Helen F. James (paleo) ornitologo
- Jameson – Robert Jameson (1774–1854) zoologo generale
- Janensch – Werner Janensch (1878–1969) paleontologo dei vertebrati (sauropodi dell'Africa Orientale)
- Janson – Oliver Erichson Janson (1850–1926) entomologo (Coleoptera)
- Jardine – William Jardine (1800–1874) zoologo generale
- Jebb – Matthew H. P. Jebb
- Jeffreys – John Gwyn Jeffreys (1809–1885)
- Jenkins – James Travis Jenkins (1876–1959)
- Jensen – James A. Jensen (1918–1998) paleontologo dei vertebrati
- Jerdon – Thomas C. Jerdon (1811–1872) zoologo generale (Asia Meridionale)
- Jiménez de la Espada  – Marcos Jiménez de la Espada (1831–1898) zoologo dei vertebrati
- Jocqué – Rudy Jocqué
- Johnston – George Johnston (naturalista)
- Jordan – David Starr Jordan (1851–1931) ittiologo
- Jordan - Heinrich Ernst Karl Jordan (1861–1959) entomologo
- Jouanin – Christian Jouanin

## K
- K.Andersen – Knud Andersen (1867-1918)
- K.Jordan – Karl Jordan (1861–1959) entomologo (Coleoptera, Lepidoptera, Siphonaptera)
- Karsch - Ferdinand Karsch (1853-1936)
- Katayama - Masao Katayama (nato 1912)
- Kaup - Johann Jakob Kaup (1803–1873)
- Kay - E. Alison Kay (1928–2008) malacologa
- Keferstein - Wilhelm Moritz Keferstein (1833–1870)
- Kelaart - Edward Frederick Kelaart (1819–1860)
- Kellner - Alexander Wilhelm Armin Kellner
- Kennedy - Clarence Hamilton Kennedy (1879–1952)
- Kennicott - Robert Kennicott (1835–1866)
- Kerr - Robert Kerr (1755–1813)
- Kessler - Karl Fedorovich Kessler (1815–1881)
- Keulemans - John Gerrard Keulemans (1842–1912)
- Keyserling - Eugen von Keyserling (1833–1889)
- Kieffer - Jean-Jacques Kieffer (1857–1925)
- Kielan-Jaworowska - Zofia Kielan-Jaworowska (nato 1925)
- King - Phillip Parker King (1793–1856)
- Kinnear - Norman Boyd Kinnear (1882–1957)
- Kirby - William Kirby (1759–1850)
- Kirkaldy - George Willis Kirkaldy
- Kirkland - James Ian Kirkland (nato 1954)
- Kitchener - Darrell John Kitchener (nato 1943)
- Kittlitz - Friedrich Heinrich von Kittlitz (1799–1871)
- Kloss - Cecil Boden Kloss (1877–1949)
- Klotzsch - Johann Friedrich Klotzsch (1805–1860)
- Klug - Johann Christoph Friedrich Klug (1775–1856)
- Kner - Rudolf Kner (1810–1868)
- Knoch - August Wilhelm Knoch (1742–1818)
- Kobayashi - Yoshitsugu Kobayashi
- Koelz - Walter Norman Koelz (1895–1989)
- Kolbe - Hermann Julius Kolbe (1855–1939)
- Kollar - Vincenz Kollar (1797–1860)
- Konings -- Ad Konings
- Kono - Hiromichi Kōno (1905–1963)
- Konow - Friedrich Wilhelm Konow (1842–1908)
- Kotlyar - Aleksandr Nikolaevich Kotlyar
- Kotthaus - Adolf Kotthaus
- Kraatz - Ernst Gustav Kraatz (1831–1909)
- Krabbe - Niels Krabbe (nato 1951)
- Kraglievich - Lucas Kraglievich
- Krauss - Friedrich von Krauss (1812–1890)
- Krauss - Hermann August Krauss (1848–1939)
- Krefft - Johann Ludwig Gerard Krefft (1830–1881)
- Kriechbaumer - Joseph Kriechbaumer (1819–1902)
- Kristensen - Niels Peder Kristensen (1943-2014) entomologo
- Krohn - August David Krohn (1803–1891)
- Kropotkin - Peter Kropotkin (1842–1921)
- Ksepka - Daniel T. Ksepka
- Kuhl - Heinrich Kuhl (1797–1821)
- Kuiter - Rudolf Herman Kuiter (nato 1943)
- Kulczynski - Wladislaus Kulczynski
- Kuroda - Nagamichi Kuroda (1889–1978)
- Kurzanov - Sergei Mikhailovich Kurzanov

## L
- L.H.Miller – Loye H. Miller paleontologo, principalmente uccelli
- L.Koch - Ludwig Carl Christian Koch (1825–1908)
- L.Martin – Larry Martin (nato 1943) paleontologo
- L.R.Taylor – Leighton R. Taylor
- Labillardière - Jacques Labillardière (1755–1834)
- Lacépède - Bernard Germain Étienne de la Ville, Conte di Lacépède (1756–1825)
- Lacordaire - Jean Theodore Lacordaire (1801–1870)
- Lafresnaye - Frédéric de Lafresnaye (1783–1861)
- Laicharting - Johann Nepomuk von Laicharting (1754–1797)
- Lamanna - Matthew Carl Lamanna
- Lamarck - Jean-Baptiste Lamarck (1744–1829)
- Lambe - Lawrence Morris Lambe (1863–1919)
- Lambrecht - Kálmán Lambrecht
- Lameere - Auguste Lameere (1864–1942)
- Lamouroux - Jean Vincent Félix Lamouroux (1779-1825)
- Landbeck - Christian Ludwig Landbeck (1807–1890)
- Langer - Max Cardoso Langer
- Langston - Wann Langston, Jr. (1921-2013)
- Laporte - Francis de Laporte de Castelnau (1810–1880)
- Lapparent, de Lapparent - Albert-Félix de Lapparent (1905–1975)
- Larson - Helen K. Larson
- Latham - John Latham (1740–1837)
- Latreille - Pierre André Latreille (1762–1833)
- Laurenti - Joseph Nicolai Laurenti (1735–1805)
- Laurillard – Charles Léopold Laurillard (1783–1853)
- Lavocat - René Lavocat (1909-2007) paleontologo
- Lawrence - George Newbold Lawrence (1806–1895)
- Laxmann - Erik Laxmann (1737–1796)
- Layard - Edgar Leopold Layard (1824–1900)
- Le Leouff - Jean Le Leouff
- Le Souef - William Henry Dudley Le Souef (1856–1923) e Albert Sherbourne Le Souef (1877-1951) (fratelli)
- Lea - Arthur Mills Lea (1868–1932)
- Leach - Edwin S. Leach (1878–1971)
- Leach - William Elford Leach (1790–1836)
- LeConte - John Lawrence LeConte (1825–1883)
- Lee - Yuong-Nam Lee
- Leech - John Henry Leech (1862–1900)
- Lehtinen - Pekka T. Lehtinen
- Leidy - Joseph Leidy (1823–1891)
- Leisler - Johann Philipp Achilles Leisler (1771–1813)
- Lembeye - Juan Lembeye (1816–1889)
- Lendzion - Kazimiera Lendzion
- Lepeletier - Amédée Louis Michel Lepeletier (1770–1845) entomologo
- Lesson - René-Primevère Lesson (1794–1849)
- Lesueur - Charles Alexandre Lesueur (1778–1846)
- Leuckart - Rudolf Leuckart (1822–1898)
- Leussler - R. A. Leussler
- Lichtenstein - Martin Lichtenstein (1780–1867)
- Lilljeborg - Wilhelm Lilljeborg (1816–1908)
- Lindl. - John Lindley (1799–1865)
- Link - Johann Heinrich Friedrich Link (1767–1850)
- Linnaeus - Carlo Linneo (1707–1778)
- Linsley - Earle Gorton Linsley (1910–2000)
- Lintner - Joseph Albert Lintner (1822–1898)
- Ljungh - Sven Ingemar Ljungh (1757–1828)
- Lo Bianco - Salvatore Lo Bianco (1860-1910)
- Loche - Victor Loche (1806–1863)
- Lönnberg - Einar Lönnberg (1864–1942)
- Lowe - Percy Lowe (1870–1948)
- Lowe - Richard Thomas Lowe (1802–1874)
- Lü (also J.C.Lü, J.-C.Lü or J.Lü) - Junchang Lü
- Lubbock - John Lubbock, I barone Avebury (1834–1913)
- Lucas - Hippolyte Lucas (1814–1899)
- Lull - Richard Swann Lull (1867–1957)
- Lund - Peter Wilhelm Lund (1801–1880)
- Lütken - Christian Frederik Lütken (1827–1901)
- Lydekker - Richard Lydekker (1849–1915)
- Lyon - Marcus Ward Lyon (1875–1942)

## M
- M.A.Smith - Malcolm Arthur Smith (1875–1958) erpetologo
- M.Archer – Michael Archer (nato 1945) mammiferi, paleontologo
- M.Fischer - Maximilian Fischer (nato 1929)
- M.J.Barker – Michael J. Barker
- M.L.Penrith - Mary Louise Penrith (nata 1942)
- M.Sars - Michael Sars (1809–1869)
- Mabille – Jules François Mabille (1831–1904)
- Mackovicky – Peter J. Mackovicky
- Makela – Robert R. Makela (1940–1987)
- Malaise – René Malaise (1892–1978)
- Maleev – Evgenii Aleksandrovich Maleev (1915–1966)
- Mannerheim – Carl Gustaf Mannerheim (naturalista) (1797–1854)
- Mantell – Gideon Mantell (1790–1852)
- Marchi - Pietro Marchi (1833-1923) elmintologo, entomologo
- Marhsall – Thomas Ansell Marshall (1827–1903)
- Marinescu – Florian Marinescu (biologo)
- Markevich – Aleksandr Prokofyevich Markevich (1905–1999)
- Marples – Brian John Marples (1907-1997)
- Marsh – Othniel Charles Marsh (1831–1899)
- Marshall – Guy Anstruther Knox Marshall (1871–1959)
- Martill – David Michael Martill
- Martin – William Charles Linnaeus Martin (1798–1864) principalmente mammiferi
- Martinez – Ruben D. Martinez
- Marvin – Nigel Marvin (nato 1960)
- Maryanska – Teresa Maryańska
- Mason – Francis Mason (1799–1874)
- Massy – Anne Letitia Massy
- Mateus – Octávio Mateus (nato 1975)
- Mathews – Gregory Mathews (1876–1949)
- Matley – Charles Alfred Matley (nato 1866)
- Matschie – Paul Matschie (1861–1926)
- Matsubara – Kiyomatsu Matsubara (1907–1968)
- Matsumura – Shōnen Matsumura (1872–1960)
- Matsuura – Keiichi Matsuura
- Maynes - Gerald Michael Maynes (nato ?)
- Mayr – Ernst Mayr (1904–2005) vertebrati, principalmente uccelli
- McCook - Henry Christopher McCook (1837–1911)
- McCoy – Clarence John "Jack" McCoy (1935–1993) erpetologo
- McCulloch – Alan Riverstone McCulloch (1885–1925) ittiologo
- McLachlan – Robert Mac Lachlan (1837–1904)
- Meade-Waldo – Edmund Meade-Waldo (1855–1934)
- Mearns – Edgar Alexander Mearns (1856–1916)
- Meek – Seth Eugene Meek (1859–1914)
- Meguro – Katsusuke Meguro
- Méhely – Lajos Méhelÿ (1862–1953)
- Meigen – Johann Wilhelm Meigen (1764–1845)
- Mello-Leitão – Cândido Firmino de Mello-Leitão (1886–1948)
- Melsheimer – Frederick Ernst Melsheimer (1782–1873)
- Ménétries – Édouard Ménétries (1802–1861)
- Menezes – Naercio Aquino de Menezes (nato 1937)
- Merrem – Blasius Merrem (1761–1824)
- Merrett – Nigel Merrett
- Merriam – Clinton Hart Merriam (1855–1942)
- Mertens – Robert Mertens (1894-1975)
- Metcalfe – John William Metcalfe (1872–1952)
- Metschnikoff, Mechnikov – Ilya Ilyich Mechnikov (1845–1916)
- Meyen – Franz Meyen (1804–1840)
- Meyer de Schauensee - Rodolphe Meyer de Schauensee (1901–1984) ornitologo
- Meyer, von Meyer – Christian Erich Hermann von Meyer (1801–1869) paleontologo
- Meyrick – Edward Meyrick (1854–1938) entomologo
- Michener – Charles Duncan Michener (nato 1918)
- Middendorf, Midd. – Alexander von Middendorff (1815–1894)
- Midgley – Steven Hamar Midgley
- Miles – Clifford Miles
- Miller – Gerrit Smith Miller (1869–1956) mammiferi
- Millet – Pierre-Aimé Millet (1783–1873)
- Milne-Edwards – Henri Milne-Edwards (1800–1885) mammiferi e crostacei
- Milner – Angela C. Milner
- Minet - Joël Minet entomologo
- Miranda-Ribeiro – Alípio de Miranda Ribeiro (1874–1939)
- Mitchell – Thomas Mitchell (esploratore) (1792–1855)
- Mitchill – Samuel Latham Mitchill (1764–1831)
- Mitra – Tridib Ranjan Mitra
- Mizuno – Nobuhiko Mizuno
- Mochizuki – Kenji Mochizuki
- Mocquard - François Mocquard (1834–1917)
- Mocsáry – Alexander Mocsáry (1841–1915)
- Mohr – Erna Mohr (1894–1968)
- Molina – Juan Ignacio Molina (1740–1829)
- Molnar – Ralph E. Molnar
- Mondolfi – Edgardo Mondolfi (1918–1999)
- Montagu – George Montagu (1753–1815)
- Moore – Frederic Moore (1830–1907) Lepidoptera
- Moreno – Perito Francisco Moreno (1852–1919)
- Morì – Tamezo Mori (died 1940)
- Morley – Claude Morley (1874–1951)
- Morrow – James Edwin Morrow, Jr. (nato 1918)
- Mortensen – Ole Theodor Jensen Mortensen (1868–1952)
- Möschler – Heinrich Benno Möschler (1831–1888)
- Motschulsky – Viktor Ivanovič Močul'skij (1810–1871)
- Mourer-Chauviré – Cécile Mourer-Chauviré
- Moyer – Jack T. Moyer (1929–2004)
- Muche – Werner Heinz Muche (1911–1987)
- Müller – Johannes Peter Müller (1801–1858) principalmente ittiologo
- Mulsant – Étienne Mulsant (1797–1880)
- Munday – Philip L. Munday
- Murphy – Robert Cushman Murphy (1887–1973)
- Murray – J. A. Murray (naturalista)
- Muttkowski – Richard Anthony Muttkowski (nato 1887)

## N
- Nabokov - Vladimir Nabokov (1899–1977)
- Naef - Adolf Naef (1883–1949)
- Nagao - Takumi Nagao
- Naish - Darren Naish
- Natterer - Johann Natterer (1787–1843)
- Navás - R. P. Longinos Navás (1858–1938)
- Nees - Christian Gottfried Daniel Nees von Esenbeck (1776–1858) entomologo
- Nehring - Alfred Nehring (1845–1904)
- Nelson - Edward William Nelson (1855–1934)
- Nesov, Nessov - Lev Alexandrovich Nesov (1947–1995)
- Netting - M. Graham Netting (1904-1996) erpetologo
- Neumoegen - Berthold Neumoegen (morto 1895)
- Newman - Edward Newman (1801–1876)
- Nichols - Albert Russell Nichols (1859–1933)
- Nichols - John Treadwell Nichols (1883–1958)
- Nielsen - Cesare Nielsen (1898–1984)
- Nikolskii - Aleksandr Mikhailovich Nikolskii (1858–1942)
- Nilsson - Sven Nilsson (1787–1883)
- Nitsche - Heinrich Nitsche (1845–1902)
- Noble - Gladwyn Kingsley Noble (1894–1940)
- Nopcsa - Franz Nopcsa von Felső-Szilvás (1877–1933)
- Norell - Mark A. Norell (nato 1957)
- Norman - John Richardson Norman (1899–1944)
- North - Alfred John North (1855–1917)
- Novas - Fernando Emilio Novas
- Nowinski - Aleksander Nowiński
- Nuttall - Thomas Nuttall (1786–1859)
- Nutting - Charles Cleveland Nutting (1858–1927)
- Nylander - William Nylander (1822–1899)

## O
- O.Costa, O.G.Costa – Oronzio Gabriele Costa (1787–1867) entomologo e zoologia generale
- O.F.Müller – Otto Friedrich Müller (1730–1784) insetti, fauna della Scandinavia
- O.Kleinschmidt - Otto Kleinschmidt (1870–1954)
- Oberholser – Harry Church Oberholser (1870–1963)
- Oberthür – Charles Oberthür (1845–1924)
- Obraztsov – Nicholas Sergeyevich Obraztsov (nato 1906)
- Ochiai – Akira Ochiai (nato 1923)
- Ochsenheimer - Ferdinand Ochsenheimer (1767–1822)
- Ogilby – William Ogilby (1808–1873) zoologo generale
- Ogilvie-Grant – William Robert Ogilvie-Grant (1863–1924)
- Ognev – Sergej Ognew (1886–1951)
- Oguma – Mamoru Oguma (1885–1971)
- Okamoto – Makoto Okamoto
- Oken – Lorenz Oken (1779–1851)
- Okumura – Teiichi Okumura
- Olfers – Ignaz von Olfers (1793–1872)
- Oliv., Olivier – Guillaume-Antoine Olivier (1756–1814)
- Oliver – Walter Oliver (1883–1957)
- Olivi – Giuseppe Olivi (1769–1795)
- Olson – Storrs Olson (nato 1944)
- Oppel – Nicolaus Michael Oppel (1782–1820)
- Ord – George Ord (1781–1866)
- Osbeck – Pehr Osbeck (1723–1805)
- Osborn – Henry Fairfield Osborn (1857–1935)
- Osgood – Wilfred Hudson Osgood (1875–1947)
- Osi – Attila Ősi
- Osmólska – Halszka Osmólska (died 2008)
- Osthelder – Ludwig Osthelder (1877–1954)
- Ostrom – John Ostrom (1928–2005)
- Oudemans – Anthonie Cornelis Oudemans (1858–1943)
- Oustalet – Émile Oustalet (1844–1905)
- Owen – Richard Owen (1804–1892)

## P
- P.L.S.Müller, Müller – Philipp Ludwig Statius Müller (1725–1776) uccelli, insetti, alcuni mammiferi, ecc.
- P.L.Sclater - Philip Sclater (1829–1913)
- P.M.Galton - Peter Galton
- P.Miranda-Ribeiro – Paulo de Miranda Ribeiro (1901–1965)
- P.P.Li (anche P.-P.Li o P.Li) - Pipeng Li
- P.Rich – si veda Vickers-Rich
- Packard - Alpheus Spring Packard (1839–1905)
- Palisot de Beauvois - Ambroise Marie François Joseph Palisot, barone di Beauvois (1752–1820)
- Pallas - Peter Simon Pallas (1741–1811)
- Palmer - Theodore Sherman Palmer (1868–1955)
- Panceri - Paolo Panceri (1833-1877)
- Panzer - Georg Wolfgang Franz Panzer (1755–1829)
- Parenti - Lynne R. Parenti
- Parks - William Arthur Parks (1868–1939)
- Pascoe - Francis Polkinghorne Pascoe (1813–1893)
- Patzner - Robert A. Patzner
- Paul - Gregory S. Paul (nato 1954)
- Peale - Titian Peale (1799–1885)
- Pearson - Oliver Paynie Pearson (1915–2003)
- Pease - William Harper Pease (1824–1871)
- Pelzeln - August von Pelzeln (1825–1891)
- Pennant - Thomas Pennant (1726–1798)
- Perez-Moreno - Bernardino P. Pérez Moreno
- Perle - Altangerel Perle (nato 1945)
- Péron - François Péron (1775–1810)
- Perty - Joseph Anton Maximillian Perty (1804–1884)
- Peters - Wilhelm Peters (1815–1883)
- Petrunkevitch - Alexander Petrunkevitch (1875–1964)
- Pfeffer - Georg Johann Pfeffer (1854–1931)
- Philippi - Rodolfo Amando Philippi (1808–1904)
- Pic - Maurice Pic (1866–1957)
- Pickard-Cambridge - Octavius Pickard-Cambridge (1828–1917)
- Pierce - Frank Nelson Pierce (1861–1943)
- Pilsbry - Henry Augustus Pilsbry (1862–1957)
- Platnick - Norman I. Platnick
- P. L. Sclater - Philip Lutley Sclater (1829 - 1913)
- Pocock - Reginald Innes Pocock (1863–1947)
- Poda - Nikolaus Poda von Neuhaus (1723–1798)
- Poeppig - Eduard Friedrich Poeppig (1798–1868)
- Poey - Felipe Poey (1799–1891)
- Pol - Diego Pol
- Poli – Giuseppe Saverio Poli (1746–1825)
- Pollen - François Paul Louis Pollen (1842–1886)
- Pollini - Ciro Pollini (1782–1833)
- Pomel - Auguste Pomel (1821–1898)
- Pompeckj - Josef Felix Pompeckj (1867–1930)
- Pontoppidan - Erik Pontoppidan (1698–1764)
- Pope - Clifford Hillhouse Pope (1899–1974)
- Potts - Thomas Henry Potts (1824–1888)
- Pouyaud - Laurent Pouyaud
- Powell - Jaime Eduardo Powell
- Pruvot-Fol - Alice Pruvot-Fol (1873–1972)
- Przewalski - Nikolai Przhevalsky (1839–1888)
- Pucheran - Jacques Pucheran (1817–1894)
- Purcell - William Frederick Purcell (1866–1919)

## Q
- Q.Ji – Qiang Ji
- Quatrefages - Jean Louis Armand de Quatrefages de Bréau (1810–1892)
- Quoy - Jean René Constant Quoy (1790–1869)

## R
- R.Anderson – Rudolph Martin Anderson (1876–1961) mammiferi
- R.Banks – Richard C. Banks (nato 1940)
- R.Benson – Robert Bernard Benson (1904–1967)
- R.Felder - Rudolf Felder (1842–1871) Lepidoptera
- R.G.Bailey – Roland G. Bailey
- R.M.Bailey – Reeve Maclaren Bailey
- R.R.Forster - Raymond Robert Forster (1922–2000) [1]
- R.R.Miller – Robert Rush Miller (1916–2003) ittiologo
- R.S.Eigenmann, R. Smith - Rosa Smith Eigenmann (1858–1947)
- R.Watson – Ronald E. Watson
- R. B. Watson - Robert Boog Watson (1823-1910)
- Raath – Michael A. Raath
- Rachmatika – Ike Rachmatika
- Rackett – Thomas Rackett (1757–1841)
- Radcliffe – Lewis Radcliffe (1880–1950)
- Radde – Gustav Radde (1831–1903)
- Raffles – Thomas Stamford Raffles (1781–1826)
- Rafinesque – Constantine Samuel Rafinesque-Schmaltz (1783–1840)
- Rainbow – William Joseph Rainbow (1856–1919)
- Rajasuriya – Arjan Rajasuriya
- Rambur – Jules Pierre Rambur (1801–1870)
- Ramos – Robson Tamar da Costa Ramos
- Ramsay, E.P.Ramsay – Edward Pierson Ramsay (1842–1916)
- Rand – Austin L. Rand (1905–1982)
- Randall – John Ernest Randall (1924-2020) ittiologo
- Ranzani - Camillo Ranzani (1775-1841)
- Rathbun – Mary Rathbun (1860–1943)
- Rathke – Martin Heinrich Rathke (1793–1860)
- Ratzeburg – Julius Theodor Christian Ratzeburg (1801–1871)
- Rauhut – Oliver W. M. Rauhut
- Raven - Robert John Raven (nato 1960) aracnologo
- Razoumowsky – Grigory Razumovsky (1759–1837)
- Reakirt – Tryon Reakirt (1844 – dopo il 1871)
- Rebel – Hans Rebel (1861–1940)
- Reboleira – Ana Sofia Reboleira (1980-)
- Regan – C. Tate Regan (1878–1943)
- Regel – Eduard August von Regel (1815–1892)
- Régimbart – M. Régimbart
- Reichenbach – Ludwig Reichenbach (1793–1879)
- Reichenow – Anton Reichenow (1847–1941)
- Reig – Osvaldo Alfredo Reig (1929–1992)
- Reinhardt – Johannes Theodor Reinhardt (1816–1882)
- Reinhart – Roy Herbert Reinhart (nato 1919)
- Renyaan – Samuel J. Renyaan
- Retzius – Anders Jahan Retzius (1742–1821)
- Riabinin – Anatoly Nikolaevich Riabinin
- Rich – Thomas Hewitt Rich
- Richardson – John Richardson (naturalista) (1787–1865)
- Richmond – Charles Wallace Richmond (1868–1932)
- Richmond – Neil D. Richmond (1912-1992) zoologo dei mammiferi, erpetologo
- Ride - William David Lindsay Ride (1926-2011)
- Ridgway – Robert Ridgway (1850–1929)
- Riggs – Elmer Samuel Riggs (1869–1963)
- Riley – Joseph Harvey Riley (1873–1941)
- Ripley – Sidney Dillon Ripley (1913–2001)
- Ris – Friedrich Ris (1867–1931)
- Risso – Antoine Risso (1777–1845)
- Rivero – Juan A. Rivero (II metà del XX secolo)
- Roberts – Austin Roberts (1883–1948)
- Robertson – David Ross Robertson (nato 1946)
- Robinson – Herbert Christopher Robinson (1874–1929)
- Robison – Henry W. Robison
- Robson – Guy Coburn Robson (1888–1945)
- Röding  – Peter Friedrich Röding (1767–1846)
- Roewer – Carl Friedrich Roewer (1881–1963)
- Rogenhofer – Alois Friedrich Rogenhofer (1832–1890)
- Rogers – Julia Ellen Rogers (1866–1958)
- Roger – Julius Roger (1819–1865)
- Rohde – Klaus Rohde (nato 1932)
- Rohwer – Sievert Allen Rohwer (1887–1951)
- Rondelet – Guillaume Rondelet (1507–1566)
- Roniewicz – Ewa Roniewicz
- Rossi – Pietro Rossi (1738–1804)
- Rossignol – Martial Rossignol
- Rossman – Douglas Athon Rossman (nato 1936)
- Rothschild – Walter Rothschild, II barone Rothschild (1868–1937)
- Roxas – Hilario Atanacio Roxas (nato 1896)
- Rozhdestvensky – Anatole Rozhdestvensky
- Rudolphi – Karl Rudolphi (1771–1832)
- Rüppell – Eduard Rüppell (1794–1884)
- Russell – Dale Alan Russell (nato 1937)
- Ryder – John Adam Ryder (1852–1895)

## S
- S.Anderson – Steven Clement Anderson (nato 1936) erpetologo
- S.Aurivillius – Sven Magnus Aurivillius (1892–1928) zoologo marino
- S.G. Lucas - Spencer G. Lucas
- S.I.Smith - Sidney Irving Smith (1843–1926) Crustacea
- S.Ji – Shu-an Ji
- S.Müller – Salomon Müller (1804–1864) principalmente fauna dell'Indonesia
- S.Q.Lü (also S.-Q.Lü or S.Lü) - Shunqin Lü
- S.Zhou – Shiwu Zhou (nato 1940)
- Sakamoto - Katsuichi Sakamoto
- Salgado - Leonardo J. Salgado
- Salman - Ibrahim Nabil Salman (1992-)
- Salmoni - Dave Salmoni
- Salter - John William Salter (1820–1869)
- Salvadori - Tommaso Salvadori (1835–1923)
- Salvin - Osbert Salvin (1835–1898)
- Samouelle - George Samouelle (1790–1846)
- Sampson - Scott Sampson
- Sanborn - Colin Campbell Sanborn (1897–1962)
- Santschi - Felix Santschi (1872–1940)
- Satunin - Konstantin Alexeevitsch Satunin (1863–1915)
- Saunders, W.Saunders - William Wilson Saunders (1809–1879) entomologo (principalmente Hymenoptera e Lepidoptera)
- Saussure - Henri Louis Frédéric de Saussure (1829–1905)
- Savi - Paolo Savi (1798–1871)
- Savigny - Marie Jules César Savigny (1777–1851)
- Saville-Kent - William Saville-Kent (1845–1908)
- Savornin - Justin Savornin (nato 1876)
- Say - Thomas Say (1787–1843)
- Schaum - Hermann Rudolph Schaum (1819–1865)
- Schiapelli - Rita Delia Schiapelli
- Schiffermüller - Ignaz Schiffermüller (1727–1806) naturalista
- Schinz - Heinrich Rudolf Schinz (1771–1861)
- Schiödte - Jørgen Matthias Christian Schiødte (1815–1884)
- Schlaikjer - Erich Maren Schlaikjer (nato 1905)
- Schlegel - Hermann Schlegel (1804–1884)
- Schmidt - Karl Patterson Schmidt (1890–1957)
- Schnabl - Johann Andreas Schnabl (1838–1912)
- Schneider - Johann Gottlob Schneider (1750–1822)
- Schoepf(f) - Johann David Schoepff (1752–1800)
- Schomburgk - Robert Hermann Schomburgk (1804–1865)
- Schönherr - Carl Johan Schönherr (1772–1848)
- Schrank - Franz Paula von Schrank (1747–1835)
- Schreber - Johann Christian Daniel von Schreber (1739–1810)
- Schren(c) k - Leopold von Schrenck (1824–1896)
- Schultz - Leonard Peter Schultz (1901–1986)
- Schulze - Franz Eilhard Schulze (1840–1921)
- Schumacher - Heinrich Christian Friedrich Schumacher (1757–1830)
- Scopoli - Giovanni Antonio Scopoli (1723–1788)
- Scott - John Scott (1823–1888)
- Scudder - Samuel Hubbard Scudder (1837–1911)
- Seebohm - Henry Seebohm (1832–1895)
- Seeley - Harry Govier Seeley (1839–1909)
- Selby - Prideaux John Selby (1788–1867)
- Sélys - Edmond de Sélys Longchamps (1813–1900)
- Semenov-Tian-Shanskii - Andrei Semenov-Tian-Shanskii (1866–1942)
- Sereno - Paul Sereno (nato 1957)
- Serville - Jean Guillaume Audinet Serville (1775–1858)
- Sevastianov - Aleksandr Fiodorovich Sevastianov
- Severtzov - Nikolai Alekseevich Severtzov (1827–1885)
- Sharp - David Sharp (1840-1922) entomologo
- Sharpe - Richard Bowdler Sharpe (1847–1909)
- Shaw - George Shaw (1751–1813)
- Shelley - George Ernest Shelley (1840–1910)
- Shen - Shen Kuo (1031–1095)
- Shuckard - William Edward Shuckard (1803–1868)
- Sichel - Frédéric Jules Sichel (1802–1868)
- Sick - Helmut Sick (1910–1991)
- Sideleva - Valentina Grigorievna Sideleva
- Siebold - Karl Theodor Ernst von Siebold (1804–1885)
- Silvestri - Filippo Silvestri (1876–1949)
- Simon - Eugène Simon (1848–1924)
- Simpson - Adrian Simpson (1988)
- Simpson - George Gaylord Simpson (1902–1984)
- Slipinski - Stanislaw Adam Ślipiński
- Slosson - Annie Trumbull Slosson (1838–1926) entomologo
- Smith - Andrew Smith (1797–1872) Africa Meridionale
- Snellen von Vollenhoven - Samuel Constantinus Snellen von Vollenhoven (1816–1880)
- Snethlage - Emilia Snethlage (1868–1929)
- Snodgrass - Robert Evans Snodgrass (1875–1962)
- Soeroto - Bambang Soeroto
- Sollas - William Johnson Sollas (1849–1936)
- Sowerby, Sby. - George Brettingham Sowerby I (1788–1854)
- Spallanzani - Lazzaro Spallanzani (1729–1799)
- Sparrman - Anders Sparrman (1781–1826)
- Speidel - Wolfgang Speidel entomologo
- Spencer - Alison Louise (nata 1993)
- Spencer - Walter Baldwin Spencer (1860–1929)
- Spinola - Maximilian Spinola (1780–1857)
- Spix - Johann Baptist von Spix (1781–1826)
- Stahnke - Herbert Ludwig Stahnke (nato 1902)
- Stainton - Henry Tibbats Stainton (1822–1892)
- Starks - Edwin Chapin Starks (1867–1932)
- Statius Müller/Muller - see P.L.S.Müller
- Staudinger - Otto Staudinger (1830–1900)
- Stebbing - Thomas Stebbing (1835–1926)
- Steenstrup - Japetus Steenstrup (1813–1897)
- Steere - Joseph Beal Steere (1842–1940)
- Stein - Johann Philip Emil Friedrich Stein (1816–1882)
- Steindachner - Franz Steindachner (1834–1919)
- Stejneger - Leonhard Hess Stejneger (1851–1943)
- Stephens - James Francis Stephens (1792–1852)
- Sternberg - Charles Hazelius Sternberg (1850–1943)
- Sternberg - Charles Mortram Sternberg (1885–1981)
- Stimpson - William Stimpson (1832–1872) naturalista americano
- Stirling - Edward Charles Stirling (1848–1919) antropologo australiano
- Stoll - Caspar Stoll (died 1791)
- Stolzmann - Jean Stanislaus Stolzmann (1854–1928)
- Storr - Gottlieb Conrad Christian Storr (1749–1821)
- Stovall - John Willis Stovall (1891–1953)
- Strand - Embrik Strand (1876–1953)
- Strauch - Alexander Strauch (1832–1893)
- Streets - Thomas Hale Streets (1847–1925)
- Stresemann - Erwin Stresemann (1889–1972)
- Strickland - Hugh Edwin Strickland (1811–1853)
- Stritt - Walter Stritt (1892–1975)
- Ström - Hans Ström (1726–1797)
- Stromer - Ernst Stromer (1870–1952)
- Struhsaker - Paul J. Struhsaker
- Su - Su Song (1020–1101)
- Such - George Such (1798–1879)
- Suckley - George Suckley (1830–1869)
- Sues - Hans-Dieter Sues (nato 1956)
- Sullivan - Robert M. Sullivan
- Sulzer - Johann Heinrich Sulzer (1735–1813)
- Sundevall - Carl Jakob Sundevall (1801–1875)
- Swainson - William Swainson (1789–1855)
- Swann - Harry Kirke Swann (1871–1926)
- Swinhoe - Robert Swinhoe (1836–1877)
- Swinhoe - Charles Swinhoe (1838-1923) entomologo e ornitologo
- Sykes - William Henry Sykes (1790–1872)

## T
- T.H.Huxley – Thomas Henry Huxley (1825–1895) zoologo generale
- T.W.Harris – Thaddeus Williams Harris (1795–1856)
- Taczanowski – Władysław Taczanowski (1819–1890)
- Talbot – Mignon Talbot (1869–1950)
- Taliev – Dmitrii Nikolaevich Taliev (1908–1952)
- Tang – Zhilu Tang
- Taquet – Philippe Taquet (nato 1940)
- Taschenberg – Ernst Ludwig Taschenberg (1818–1898)
- Tate – George Henry Hamilton Tate (1894–1953)
- Tattersall, W.M. Tattersall – Walter Medley Tattersall (1882–1948)
- Taylor – Edward Harrison Taylor (1889–1978) erpetologo, ittiologo
- Temminck – Coenraad Jacob Temminck (1778–1858)
- Templeton – Robert Templeton (1802–1892)
- Thayer – John Eliot Thayer (1862–1933)
- Theischinger – Günther Theischinger (nato 1940)
- Theobald, W. Theob. – William Theobald (1829–1908)
- Thiele – Johannes Thiele (1860–1935)
- Thomas – Oldfield Thomas (1858–1929)
- Thomson, J. Thomson – James Thomson (entomologo) (1828–1897) entomologo, principalmente Coleoptera e Hymenoptera
- Thorell – Tord Tamerlan Teodor Thorell (1830–1901)
- Thunberg – Carl Peter Thunberg (1743–1828)
- Ticehurst – Claud Buchanan Ticehurst (1881–1941)
- Tidwell – Virginia Tidwell
- Tillyard – Robert John Tillyard (1881–1937)
- Timberlake – Philip H. Timberlake (1883–1981)
- Tinbergen – Nikolaas Tinbergen (1907–1988)
- Tischbein – Peter Friedrich Ludwig Tischbein (1813–1883)
- Tjakrawidjaja – Agus Tjakrawidjaja
- Todd – Walter Edmond Clyde Todd (1874–1969)
- Tokioka – Takasi Tokioka (1913–2001)
- Toledo-Piza – Mônica de Toledo-Piza Ragazzo
- Tomes – Robert Fisher Tomes (1823–1904)
- Tortonese - Enrico Tortonese (1911–1987) ittiologo
- Townsend – John Kirk Townsend (1809–1851) ornitologo, principalmente uccelli terrestri
- Toxopeus – Lambertus Johannes Toxopeus (1894–1951) entomologo
- Traill – Thomas Stewart Traill (1781–1862)
- Traylor – Melvin Alvah Traylor Jr. (nato 1915)
- Trewavas – Ethelwynn Trewavas (1900–1993)
- Tristram – Henry Baker Tristram (1822–1906)
- Troschel – Franz Hermann Troschel (1810–1882)
- Trouessart – Édouard Louis Trouessart (1842–1927)
- Troughton - Ellis Le Geyt Troughton (1893-1974)
- True – Frederick W. True (1858–1914)
- Trybom – Filip Trybom (1850–1913)
- Tryon – George Washington Tryon (1838–1888) malacologo
- Tschudi – Johann Jakob von Tschudi (1818–1889)
- Tsogtbaatar – Khishigjaw Tsogtbaatar
- Tullgren - Albert Tullgren (1874-1958) zoologo e aracnologo
- Tumanova – Tat'yana Alekseyevna Tumanova
- Tunstall – Marmaduke Tunstall (1743–1790)
- Turner – Alfred Jefferis Turner (1861–1947) entomologo
- Turner - Charles Henry Turner (1867 – 1923) entomologo
- Turton – William Turton (1762–1835)
- Tutt – J. W. Tutt (1858–1911)
- Tytler – Robert Christopher Tytler (1818–1872)

## U
- Uhler - Philip Reese Uhler (1835–1913)
- Uvarov - Boris Petrovič Uvarov (1889–1970)

## V
- Vaillant - Léon Vaillant (1834–1914)
- Valenciennes - Achille Valenciennes (1794–1865)
- Van Denburgh - John Van Denburgh (1872–1924)
- Van Duzee - Edward Payson Van Duzee (1861–1940)
- Vander Linden - Pierre Léonard Vander Linden (1797–1831)
- Varricchio - David J. Varricchio
- Verrill - Addison Emery Verrill (1839–1926)
- Vickaryous - Matthew P. Vickaryous
- Vickers-Rich, P. Rich - Patricia Vickers-Rich (nato 1944)
- Vieillot - Louis Pierre Vieillot (1748–1831)
- Viette - Pierre Viette (1921-2011) (entomologo francese)
- Vieweg - C. F. Vieweg
- Vigors - Nicholas Aylward Vigors (1785–1840)
- Villers - Charles Joseph de Villers (1724–1810)
- Vink - Cor Vink (aracnologo neozelandese)
- Vladykov - Vadim Dmitrij Vladykov (1898–1986)
- von Blomberg - Ernst Freiherr von Blomberg (1821–1903)

## W
- W.Abbott, Abbott – William Louis Abbott (1860–1936) principalmente ornitologo
- W.Alexander – Wilfred Backhouse Alexander (1885–1965) entomologo, ornitologo
- W.Anderson – William Anderson (1750–1778) zoologia generale
- W.Blasius – August Wilhelm Heinrich Blasius (1845–1912) ornitologo
- W.E.Bryant – Walter E. Bryant
- W.F.Kirby - William Forsell Kirby (1844–1912)
- W.Horn – Walther Hermann Richard Horn (1871–1939)
- W.J.Baldwin – Wayne J. Baldwin
- W.J.E.M. Costa – Wilson José Eduardo Moreira da Costa
- W.L.Sclater - William Lutley Sclater (1863–1944)
- W.L. Smith - W. Leo Smith
- W.M.Chapman – Wilbert McLeod Chapman (1910–1970)
- W.S.Brooks – Winthrop Sprague Brooks (1887–1965)
- Waal - Frans de Waal (1948-) primatologo, etologo
- Wade - Edward O. Z. Wade (1940-) erpetologo
- Waga - Antoni Stanislaw Waga (?-?) erpetologo
- Wagenaar-Hummelinck - Pieter Wagenaar-Hummelinck (?-?) zoologo
- Wager - Vincent Athelstan Wager (1904-?) erpetologo
- Wagler – Johann Georg Wagler (1800–1832) erpetologo, ornitologo
- Wagner – Johann Andreas Wagner (1797–1861) zoologo
- Wagner - Mary H. Wagner (?-) ittiologa
- Wagner - Philipp Wagner (?-) erpetologo
- Wagner - Wladimir Alexandrowitch Wagner (1849-1934) aracnologo
- Wagner - Rudolf Wagner (1805-1864) anatomo-fisiologo
- Wahlberg – Johan August Wahlberg naturalista
- Wahlgren - Einar Wahlgren (morto nel 1906)
- Waite - Edgar Ravenswood Waite (1866-1928) erpetologo, ittiologo
- Wake - David Burton Wake (1936-) erpetologo
- Wake - Marvalee H. Wake (?-?) erpetologo
- Walbaum – Johann Julius Walbaum (1724–1799) ittiologo
- Walch – Johann Ernst Immanuel Walch (1725–1778) naturalista
- Walckenaer – Charles Athanase Walckenaer (1771–1852) entomologo, naturalista
- Walcott – Charles Doolittle Walcott (1850-1927) paleontologo
- Waldheim – Gotthelf Fischer von Waldheim (1771-1853) naturalista, paleontologo, anatomista
- Waldock – Julianne M. Waldock (?-?) aracnologa
- Walker – Alick Donald Walker (1925-1999) paleontologo
- Walker – Anne L. Walker (?-?) aracnologa
- Walker – Charles Frederic Walker (1904-1979) erpetologo
- Walker – Edmund Murton Walker (1877–1969) entomologo
- Walker – Francis Walker (1809-1874) entomologo
- Walker – H.J. Walker (?-) ittiologo
- Walker – James M. Walker (?-?) (morto nel 1997) erpetologo
- Walker – Warren Franklin Walker (?-?) erpetologo
- Wall – Frank Wall (1868–1950) erpetologo
- Wall Gonzáles - Víctor Manuel Wall-González (morto nel 2000) aracnologo
- Wallace – Alfred Russel Wallace (1823–1913) naturalista
- Wallace – Howard K. Wallace (?-?) aracnologo
- Wallach – Van Stanley Bartholomew Wallach (1947-) erpetologo
- Wallengren – Hans Daniel Johan Wallengren (1823–1894) entomologo
- Waller – Horace Waller (1833-1896) zoologo
- Wallich – George Charles Wallich (1815-1899) biologo marino
- Walsh – Benjamin Dann Walsh (1808–1869)
- Walsingham – Thomas de Grey, VI barone Walsingham (1843–1919)
- Waltl – Joseph Waltl (1805–1888)
- Watabe – Mahito Watabe
- Waterhouse – George Robert Waterhouse (1801–1888)
- Watson – James D. Watson (nato 1928)
- Weber – Max Carl Wilhelm Weber (1852–1937) zoologo generale, principalmente vertebrati
- Wegrzynowicz – Piotr Węgrzynowicz
- Weigold – Hugo Weigold (1886–1973)
- Weishampel – David B. Weishampel (nato nel 1952)
- Welles – Samuel Paul Welles (1909–1997)
- West – Rick West aracnologo
- Westwood – John Obadiah Westwood (1805–1893)
- Wetmore – Alexander Wetmore (1886–1978)
- Weyenbergh – Hendrik Weyenbergh Jr. (1842–1885)
- Wheeler – William Morton Wheeler (1865–1937)
- Whitaker – Joseph Whitaker ornitologo
- White - Francis Buchanan White (1842-1894) entomologo
- Whitley - Gilbert Percy Whitley (1903-1975) ittiologo
- Wiedemann – Christian Rudolph Wilhelm Wiedemann (1770–1840)
- Wied-Neuwied – Maximilian zu Wied-Neuwied (1782–1867)
- Wiegmann – Arend Friedrich August Wiegmann (1802–1841)
- Williams – James David Williams (nato nel 1941)
- Williamson – Thomas Edward Williamson
- Wilson – Alexander Wilson (1766–1813) ornitologo
- Wiman – Carl Wiman (1867–1944)
- Wingate – David B. Wingate (nato 1935)
- Winge – Herluf Winge (1857–1923)
- Wirjoatmodjo – Soetikno Wirjoatmodjo
- Wolfe – Douglas Gerald Wolfe
- Wood, W.Wood – William Wood (zoologo) (1774–1857) entomologo
- Woodhouse – Samuel Washington Woodhouse (1821–1904)
- Wood-Mason – James Wood-Mason (1846–1893)
- Woodward – Arthur Smith Woodward (1864–1944)
- Wroughton – R. C. Wroughton (1849–1921)
- Wucherer – Otto Eduard Heinrich Wucherer (1820-1873) parassitologo
- Wülker – Gerhard Wülker (1885-1930) malacologo
- Wunderlich – Jörg Wunderlich (?-) aracnologo
- Wurmb – Friedrich von Wurmb (1742-1781) naturalista
- Wüster – Wolfgang Wüster (?-?) (fl. 2010) erpetologo
- Wutke – Maria Regina Caldatto Wutke o Maria Regina Caldatto Wutke Hanss (morta nel 1980) zoologa
- Wygodzinsky – Petr Wolfgang Wygodzinsky (1916-1987) entomologo
- Wyman – Jeffries Wyman (1814-1874) naturalista, zoologo
- Wynn – Addison H. Wynn (?-) erpetologo
- Wynne-Edwards – Vero Copner Wynne-Edwards (1906-1997) zoologo
- Wytsman – Philogène Auguste Galilée Wytsman (1866-1925) entomologo, ornitologo

## X
- X.L.Wang, X.-L.Wang, X.Wang - Xiaolin Wang
- Xantus - John Xantus de Vesey (1825–1894)
- Xu - Xing Xu

## Y
- Y.Q.Wang, Y.-Q.Wang, Y.Wang - Yuanqing Wang
- Y.Y.Lu (anche Y.-Y.Lu o Y.Lu) - Yuyan Lu
- Yamaguchi, Yamaguti - Masao Yamaguchi
- Yamanoue - Yusuke Yamanoue
- Yang, Young - Zhongjian Yang (1897–1979)
- Yarrell - William Yarrell (1784–1856)
- Yoseda - Kenzo Yoseda
- You - Hailu You
- Young - David Allan Young (1915–1991) Hemiptera, specialmente Cicadellidae

## Z
- Z./Z.H./Z.-H.Zhou – Zhonghe Zhou
- Z.H.Baldwin – Zachary Hayward Baldwin
- Zaddach – Ernst Gustav Zaddach (1817–1881)
- Zagulajev, Zagulayev – Aleksei Konstantinovich Zagulajev (1924–2007)
- Zanno – Lindsay E. Zanno
- Zeledon – José Castulo Zeledón (1846–1923) ornitologo
- Zeller – Philipp Christoph Zeller (1808–1883) entomologo
- Zetterstedt – Johan Wilhelm Zetterstedt (1785–1874)
- Zhao – Xijin Zhao
- Zimmer – John Todd Zimmer (1889–1957)
- Zimmermann – Eberhard August Wilhelm von Zimmermann (1743–1815)
- Zincken – Julius Leopold Theodor Friedrich Zincken (1770–1856)
- Zirngiebl – Lothar Zirngiebl (1902–1973)
- Zittel – Karl Alfred von Zittel (1839–1904)